# فيروس بوكا البشري
فيروس بوكا البشري (HBoV) هو الاسم الذي يطلق على جميع الفيروسات من جنس فيروسات البوكابا من عائلة الفيروسات الصغيرة المعروف أنها تصيب البشر. كل من فيروس بوكا 1 وبوكا 3 هما أحد أنواع فيروسات البوكابا البدائية 1، بينما تنتمي فيروسات بوكا 2 وبوكا 4 إلى فيروسات البوكابا البدائية 2 بعض هذه الفيروسات تسبب أمراضًا للإنسان. يتورط فيروس بوكا 1 بقوة في بعض حالات عدوى الجهاز التنفسي السفلي، خاصة عند الأطفال الصغار خلال عمر معين، وارتبطت العديد من الفيروسات بالتهاب المعدة والأمعاء، على الرغم من أن الدور السريري الكامل لهذا المرض المعدي الناشئ ما يزال غير واضح وبحاجة إلى مزيد من الدراسات.

## تاريخيًا
توصل ألاندر وزملاؤه في معهد كارولنسكا في ستوكهولم، السويد، لأول مرة لمعرفة تسلسل الترميز لهذا العضو الجديد من عائلة الفيروسات الصغيرة في عام 2005 من رذاذات أنفية بلعومية مأخوذة من مسحة من الجزء الخلفي للبلعوم الأنفي. استخدموا تقنية جديدة تسمى الفحص الجزيئي للفيروسات. تعتمد هذه الطريقة على الاستنساخ العشوائي وتحليل المعلومات الحيوية. أدت هذه التقنية إلى اكتشاف فيروسات جديدة مثل الفيروسة التورامية (في كل من معهد كارولينسكا وجامعة واشنطن)، والتي ترتبط ارتباطًا وثيقًا ببعضها البعض، وكانت كل هذه الفيروسات معزولة من إفرازات الجهاز التنفسي.
وجدت عدة مجموعات من العلماء منذ ذلك الحين أن فيروس بوكا هو رابع أكثر الفيروسات شيوعًا في عينات الجهاز التنفسي، بعد الفيروسات الأنفية والفيروسات التنفسية المخلوية والفيروسات الغدانية.
اشتق اسم فيروسات البوكا من الأبقار والكلاب، في إشارة إلى المضيفين المعروفين للفيرسات التي تنتمي لهذا الجنس، فالفيروس الصغير البقري يصيب الماشية، وفيروس الأنياب الدقيقة الذي يصيب الكلاب. تمتلك فيروسات البورفا (باللاتينية بمعنى: فيروسات صغيرة) حمضًا نوويًا أحادي الجديلة يبلغ طوله 5 كيلو بايت، وهي تستخدم بعض بروتينات النسخ المتماثل لمضيفها لنسخ الحمض النووي الخاص بها.

## وراثيًا
يوجد أربعة أنماط وراثية بشرية معروفة لهذا الفيروس: النوع 1 حتى 4. من الواضح أن النوعين 1 و2 تباعدا مؤخرًا (حوالي عام 1985). يُقدّر متوسط معدل التطور بـ 8.6 × 10 استبدال/موقع/سنة. تطورت مواضع الكودون الأول والكودون الثاني 15 مرة أكثر بطءًا من موضع الكودون الثالث.
تعرف العلماء على بروتينات فيروسات بوكا 1 و2 (NS1 وNP1 وVP1/VP2) بنسب 78%، و67% و80% على التوالي. قد يحدث إعادة تركيب بين السلالات. يبدو أن فيروس بوكا البشري 3 مؤتلف من فيروس بوكا البشري 1 وفيروس بوكا البشري 2 و4.
لوحظ وجود متواليات غير مكتملة من فيروسات بوكا عند الشمبانزي البري. تشبه هذه التسلسلات من الناحية التطورية ما عزله العلماء من فيروس بوكا البشري المعروفة، ولكنها تظهر أيضًا دليلًا على إعادة التركيب.

## سريريًا
عثر العلماء على فيروسات البوكا البشرية في عينات الجهاز التنفسي المأخوذة من الأشخاص الأصحاء. قد نعثر عليها بمفردها عند المرضى الذين يعانون من شكاوى في الجهاز التنفسي، أو في كثير من الأحيان، مع فيروسات أخرى معروفة بأنها تسبب أمراضًا تنفسية. من المحتمل أن يكون الأطفال حديثي الولادة محميين بالمناعة السلبية. يبدو أن الفئة العمرية الأكثر تضررًا هي الأطفال الذين تتراوح أعمارهم بين ستة أشهر وسنتين، على الرغم من الإبلاغ عن حالات عند الأطفال الأكبر من خمس سنوات وحتى عمر 28 عامًا.
يمكن تحديد الفيروسات في عينات الجهاز التنفسي وفي الدم والبول والبراز أيضًا. قد يكون كل ما يعكسه وجود الفيروس في البول والبراز إفرازات الفيروس، على الرغم من وجود حالات من الإسهال في العدوى الفيروسية بالبوكا عند الحيوانات، ويبدو أن بعض المرضى المصابين بفيروس بوكا البشري يعانون من الإسهال بشكل مستقل عن أعراض الجهاز التنفسي.
وجدت دراسة في الأردن أن 9% من 220 طفل في المستشفى مصابين بعدوى الجهاز التنفسي السفلي مصابون بفيروس بوكا البشري. وكان متوسط العمر للمصابين 4 أشهر. كان السعال (100%) والوزيز التنفسي (82.7%) والحمى (68.2%) أكثر الأعراض السريرية شيوعًا، وشكّل الالتهاب الرئوي القصبي (35%) والتهاب القصيبات (30%) أكثر التشخيصات النهائية شيوعًا.
يرتبط فيروس بوكا 1 البشري بشكل عام بأعراض الجهاز التنفسي، بينما تميل فيروسات البوكا الأخرى إلى الارتباط بالإسهال والشلل الرخو الحاد.
على الرغم من أن معظم الحالات هي حالات خفيفة، لكن أُبلغ أيضًا عن أمراض الجهاز التنفسي الشديدة.
وُصفت حالة من العدوى بفيروس بوكا البشري المهددة للحياة عند طفل يبلغ من العمر 20 شهرًا يتمتع بصحة جيدة.